# Robert Kaliňák
Robert Kaliňák (* 11. května 1971 Bratislava) je slovenský právník a politik, od října 2023 ministr obrany SR ve čtvrté vládě Roberta Fica a bývalý ministr vnitra SR, kterým byl v letech 2006–2010 a pak 2012–2018.

## Studia a advokátní praxe
Robert Kaliňák se narodil v Bratislavě v roce 1971, jeho otec pracoval jako strojní důstojník na slovenských námořních lodích, matka pocházela z bulharské menšiny žijící na Ukrajině. Má staršího bratra Milana. V letech 1992–1995 působil jako asistent v komerčně-právní kanceláři. V roce 1995 absolvoval Právnickou fakultu Univerzity Komenského v Bratislavě. Po ukončení studií působil do roku 1999 v advokátní kanceláři Majeríkova and Partners na pozici koncipienta. Následně až do roku 2002 pracoval v advokátní kanceláři Majeríková-Kaliňák-Koštial-Turčan.

## Politická činnost
Je jedním ze zakládajících členů strany SMER – sociálna demokracia a od jejího vzniku v roce 1999 je jedním z jejích čelných představitelů. Působil ve funkci místopředsedy strany a dodnes patří k nejbližším spolupracovníkům předsedy strany a dlouholetého slovenského premiéra Roberta Fica.
V parlamentních volbách v roce 2002 byl zvolen za poslance NR SR, opětovně byl zvolen ve volbách v letech 2006 a 2010. Ve volebním období 2002–2006 byl předsedou Výboru NR SR pro obranu a bezpečnost, předsedou Zvláštního kontrolního výboru NR SR na kontrolu činnosti NBÚ, členem Výboru NR SR na kontrolu použití informačně-technických prostředků a Stálé delegace NR SR při Parlamentním shromáždění NATO.
V krajských volbách v roce 2005 byl zvolen do zastupitelstva Bratislavského kraje za koalici HZD, SF a SMER-SD. V roce 2006 se mandátu vzdal.
Kaliňák zastával funkci ministra vnitra v prvních třech vládách Roberta Fica, v Ficově první vládě v období od 4. července 2006 do 8. července 2010 a opětovně byl jmenován ministrem vnitra v druhé (4. dubna 2012 až 23. března 2016) a třetí vládě (od 23. března 2016). Po vraždě Jána Kuciaka a vzniklém společenském tlaku však oznámil 12. března 2018 svou rezignaci. Následně 15. března 2018 premiér Robert Fico podal demisi svoji, a tedy i celé vlády. Kaliňákovo působení ve vládě skončilo 22. března 2018, kdy prezident Kiska jmenoval novou vládu Petra Pellegriniho. Kaliňák je druhým ministrem kabinetu premiéra Roberta Fica, který po dvojnásobné vraždě oznámil rezignaci.
V říjnu 2023 se stal ministrem obrany ve čtvrté vládě Roberta Fica.

## Kontroverze
Kaliňákovo působení ve funkci ministra vnitra bylo silně kontroverzní a během této doby byl aktérem přibližně deseti velkých kauz, z nichž k největším patří aféra Kovošrot, střelba na auto se studenty v roce 2013 a propojení na možného daňového podvodníka Ladislava Bašternáka.

### Kauza Bašternák
V červnu 2016 přinesla slovenská média zprávu, že na soukromé účty Roberta Kaliňáka a exministra financí a dopravy Jána Počiatka přišly v letech 2014 až 2016 statisíce eur od firem kontroverzního podnikatele s nemovitostmi Ladislava Bašternáka. Ten je podezřelý z toho, že jeho firma BL-202 za koupi bytů v komplexu Bonaparte (ve kterém bydlí i premiér Robert Fico) uvedla finanční správě přemrštěnou sumu 12 miliónů eur v hotovosti, aby nezákonně získala nárok na nadměrný odpočet DPH ve výši 2 miliónů eur.
Prokurátor dohlížející na vyšetřování obchodních aktivit Kaliňáka a Bašternáka Vasiľ Špirko byl policií obviněn z údajných zneužití pravomocí a spis mu byl odebrán. Opozice se v reakci pokusila Kaliňáka i Fica několikrát odvolat, nicméně bez úspěchu. Touto kauzou se stal Kaliňák na dlouhou dobu symbolem korupce na Slovensku. Bašternák byl za výše uvedenou kauzu v roce 2019 odsouzen k nepodmíněnému trestu odnětí svobody, který si odpykává. Část jeho majetku byla zabavena. V roce 2021 se Bašternák přiznal, že výše uvedené byty zakoupil od kontroverzního podnikatele Mariana Kočnera.

### Kauza Očistec
V dubnu 2022 slovenská policie Kaliňáka zadržela a s dalšími osobami obvinila ze založení zločinecké skupiny a ohrožení daňového tajemství v rámci kauzy Očistec. Spolu s ním byl obviněn také Kaliňákův stranický kolega, Slovenský premiér Robert Fico. Skupinu měl vést slovenský kontroverzní podnikatel Norbert Bödör a bývalý slovenský policejní prezident Tibor Gašpar. Fico s Kaliňákem měli skupinu politicky krýt a využívat proti politickým oponentům, mj. proti tehdejšímu prezidentovi Andreji Kiskovi.

## Osobní život
S manželkou Zuzanou, která dříve pracovala v slovenské zpravodajské službě SIS, má syny Jakuba a Andreje.